# 10960 Ґран Сассо
10960 Ґран Сассо (10960 Gran Sasso) — астероїд головного поясу, відкритий 24 вересня 1960 року.
Тіссеранів параметр щодо Юпітера — 3,637.